# Examen philosophicum
Examen philosophicum, auch Filosofikum, Annenexamen, Anden examen, Andeneksamen, Andreeksamen oder almindelige filosofiske prøve genannt oder als ex. phil abgekürzt, war in Dänemark und Norwegen eine Zwischenprüfung in einem Universitäts- oder Fachhochschulstudium. Die Prüfung wurde 1675 an der Universität Kopenhagen eingeführt und ab 1811 auch an der neu gegründeten Universität Kristiania abgehalten. Sie war für Studenten aller Studienrichtungen vorgeschrieben, nicht nur für jene der Philosophie. Die damit verbundene Lehrveranstaltung (ebenfalls als ex. phil. bezeichnet) vermittelte eine Einführung in die Philosophie, Philosophiegeschichte, Logik, Psychologie und Wissenschaftsgeschichte. Ihr Ziel war, „das Bewusstsein für die grundlegenden Probleme der Wissenschaft zu schärfen und die Studierenden zu kritischem und unabhängigem Denken zu erziehen.“
Lehrveranstaltung und Prüfung wurden in Dänemark 1971 abgeschafft und in Norwegen seit den 1990er Jahren in ihrer Bedeutung stark eingeschränkt.

## Geschichte
Das Examen philosophicum „wurde als notwendige Einführung und als ein Unterrichtsfach angesehen, das die meisten Elemente der freien Künste umfasste, die an der philosophischen Fakultät gelehrt wurden.“ Dies war auch für seine Namensgebung ausschlaggebend.
Der Alias anden eksamen (zweites Examen) für das ex. phil geht auf das 17. Jahrhundert zurück, als die Prüfung die zweite nach dem Examen artium war, die für die Aufnahme eines Universitätsstudiums Voraussetzung war. Während das Artium, das vor allem Lateinkenntnisse abprüfte, noch vor dem Studium abgelegt werden musste, war das Filosofikum die nach zwei Semestern an der Universität vorgeschriebene Zwischenprüfung. Danach wurde das eigentliche Fachstudium (wie Medizin oder Theologie) aufgenommen.

### Dänemark
In Dänemark wurde das Filosofikum auch als den almindelige filosofiske prøve (die allgemeine philosophische Prüfung) bezeichnet, durch deren Bestehen der Student auch das Recht erwarb, sich cand. phil. zu nennen. Die Vorbereitung umfasste vier Wochenstunden während zweier Semester und war ein philosophisches Propädeutikum, das nur einen Überblick über ausgewählte Gebiete (z. B. Logik, Ethik, Erkenntnistheorie) verschaffte. Es sollte „Einblick in die Wissenschaft und die wissenschaftliche Methode im Allgemeinen“ geben und „der Einseitigkeit der wissenschaftlichen Spezialisierung“ entgegenwirken.
Durch die rasche Expansion der Universitäten in den 1960er Jahren wurde das Filosofikum zu einer Massenprüfung und einer Last. In Kopenhagen mussten jährlich bis zu 4000 (mündliche) Prüfungen abgehalten werden. „Ab 1966 arbeitete ein Ausschuss an Reformvorschlägen, die die Universitäten 1969 dem Bildungsministerium vorlegten, das es jedoch vorzog, den Studiengang abzuschaffen, anstatt eine kostspielige Reform durchzuführen.“
Im Jahr 1971 wurde das Filosofikum abgeschafft. Dreißig Jahre später, 2001, trat das neue Fach Fagets videnskabsteori (Fachspezifische Wissenschaftstheorie) an seine Stelle.

### Norwegen
Mit der Gründung der Universität in Kristiania 1811 wurde das Examen philosophicum auch für Norwegen relevant. 1812–1903 wurde es offiziell als Andeneksamen und 1903–1967 als forberedende prøve (Vorbereitungsprüfung) bezeichnet. Diese Prüfung musste bestanden werden, bevor man Prüfungen in anderen Fächern ablegen durfte.
Im 19. Jahrhundert umfasste der Studiengang außer Philosophie noch weitere Fächer (z. B. Mathematik, Latein, Griechisch, Geschichte) und erstreckte sich über zwei oder drei Semester. Während Philosophie ein fester Bestandteil war, konnten die weiteren Fächer je nach dem eingeschlagenen Fachstudium gewählt werden. Der Absolvent wurde „gewöhnlich candidatus philosophiae genannt.“
Durch das Gesetz vom 9. Juni 1903 wurde der Studiengang abgeschafft und durch die Forberedende prøve ersetzt. Diese umfasste nun nur mehr Philosophie, außer in einigen Fällen, in denen auch Latein und, für Theologen, Hebräisch und Griechisch vorgeschrieben war.
Ab den 1970er Jahren umfasste der seit 1967 wieder Examen philosophicum genannte Lehrgang in der Regel das erste Semester des Universitätsstudiums und die bestandene Prüfung war nach wie vor die Voraussetzung für das weitere Studium. In den 1990er Jahren wurde die Wissenschaftstheorie aus dem ex. phil. in eine neue fachspezische Einführungsveranstaltung, das Examen facultatum (ex. fac.) verlegt.
Durch die Studienreform 2003/2004 wurden ex. phil. und ex. fac. in ihrem Stundenausmaß reduziert. Sie blieben Pflichtveranstaltungen, müssen aber nicht mehr vor anderen Prüfungen abgelegt werden. An bestimmten Universitäten bzw. für bestimmte Fachstudiengänge sind sie für einen Bachelor-Abschluss nicht mehr erforderlich.
Das Examen philosophicum umfasst seitdem nur mehr ein Drittel eines Semesters. Es wird häufig gleichzeitig mit dem Examen facultatum belegt.